# Épagneul français
Épagneul français är en hundras från Frankrike, en stående fågelhund av spanieltyp.

## Historia
Greven av Foix Gaston Phoebus (1331-1391) skriver i sin jakthandbok Livre de chasse från 1387 om Chien d'Oisel (fågelhund) som står för fågel och som han anser är den äldsta spanieln.
Den första rasstandarden för épagneul français skrevs 1891. Under 1900-talets första decennium blev tre regionala varianter egna raser: Épagneul picard från Picardie och Ardennerna, épagneul breton från Bretagne och épagneul de pont-audemer från Normandie. 1921 fick épagneul français en egen rasklubb ansluten till den franska kennelklubben Société centrale canine (SCC). Men inte förrän 1986 blev rasen erkänd av Fédération Cynologique Internationale (FCI).

## Egenskaper
Jämfört med en brittisk setter arbetar den långsammare och med kortare sök. Liksom övriga kontinentala fågelhundar både står den för fågel samt är apportör på land och i vatten.

## Utseende
Till exteriören är den franska spanieln högre och smäckrare än de brittiska, mer påminnande om settrar.